# Computer City
Singles de Perfume
Linear Motor Girl
(2005) Electro World
(2007)
Computer City (コンピューターシティ) est le 7e single du groupe de J-pop Perfume.

## Membres
- Yuka Kashino (樫野 有香?)
- Ayaka Nishiwaki (西脇 綾香?)
- Ayano Ōmoto (大本 彩乃?)

## Pistes
Toute la musique est composée par Yasutaka Nakata.
| No | Titre                                | Paroles         | Durée |
| -- | ------------------------------------ | --------------- | ----- |
| 1. | Computer City (コンピューターシティ) | Yasutaka Nakata |       |
| 2. | Perfume                              | Kinoko          |       |